# Савков Анатолій Петрович
Анатóлій Петрóвич Савкóв (нар. 27 січня 1957) — український науковець, тимчасово виконувач обов'язків президента Національної академії державного управління при Президентові України, доктор наук з державного управління, професор, доктор наук з державного управління (2011), професор (2020)

## Освіта
1999 — Одеський інститут державного управління Національної академії державного управління при Президентові України (з відзнакою)
1982 — Одеський сільськогосподарський інститут

## Кар'єра
- З квітня 2019 — тимчасово виконувач обов'язків президента Національної академії державного управління при Президентові України
- 2015—2019 — перший віце-президент Національної академії державного управління при Президентові України[4][5]
- 2010—2014 головний консультант відділу методичної роботи управління організаційно-методичної роботи Секретаріату Центральної виборчої комісії
- 2007—2010 докторант Одеського інституту державного управління Національної академії державного управління при Президентові України
- 2005—2007 — заступник директора департаменту Головного управління державної служби України, завідувач організаційного відділу, завідувач відділу регіональних представництв Секретаріату Центральної виборчої комісії
- 2002—2005 — головний консультант-інспектор Головного управління організаційно-кадрової політики та взаємодії з регіонами Адміністрації Президента України
- 1996—2002 — голова Могилів-Подільської районної державної адміністрації Вінницької області
- 1995—1996 — перший заступник голови Чернівецької районної державної адміністрації Вінницької області
- 1994—1995 — заступник голови Чернівецької районної ради Вінницької області
- 1987—1991 — голова правління сільськогосподарського підприємства
- Державний службовець 4 рангу (2015)

## Наукова діяльність
Державну службу поєднує з дослідницькою, науковою та викладацькою діяльністю.
Коло наукових інтересів: теорія та історія державного управління, виборче право та виборчий процес в сучасній Україні, виборчі системи країн світу, конституційно-правове регулювання діяльності політичних партій і громадських організацій в Україні та зарубіжних країнах.
Автор понад 70 наукових праць з питань реформування агропромислового комплексу та державного управління, виборчого процесу в Україні, серед яких індивідуальні монографії: «Напрями та пріоритети реформування агропромислового комплексу (на прикладі Могилів-Подільського району Вінницької області)» (2001), «Виборчий процес в сучасній Україні: державно-управлінський аспект» (2010); у співавторстві — «Громадські організації та органи державного управління: питання взаємодії» (2009), «Моніторинг законодавства України: аналіз, проблеми, перспективи» (2010).
У співавторстві також вийшли підручник «Парламентаризм» (2016), навчальний посібник «Публічне управління сільськими територіями України» (2016), навчально-методичний посібник «Формування паспорта об'єднаної територіальної громади в Україні» (2018).
Шеф-редактор фахового наукового видання «Збірник наукових праць Національної академії державного управління при Президентові України», входить до складу редколегії Вісника Київського національного університету імені Тараса Шевченка. Серія: Державне управління.
Член спеціалізованої вченої ради Д 26.810.01 в Національній академії державного управління при Президентові України (з 2014), якій надано право прийняття до розгляду та проведення захисту дисертацій на здобуття наукового ступеня доктора і кандидата наук з державного управління.
Входив до складу спеціалізованої вченої ради К 43.863.01 в Одеському інституті державного управління Національної академії державного управління при Президентові України (2012—2013) і Д 26.867.03 в Інституті законодавства Верховної Ради України (2011—2013).
За роки трудової діяльності у А. П. Савкова сформувався професійний і науковий інтерес до проблем виборчого права та виборчого процесу, взаємодії органів державної влади та громадських організацій тощо.
У 2010 — дисертацію на здобуття наукового ступеня доктора наук з державного управління на тему «Державне управління виборчим процесом в Україні: теоретико-методологічні засади» захистив у спеціалізованій вченій раді в Інституті законодавства Верховної Ради України.
У 2004 — захистив дисертацію на здобуття наукового ступеня кандидата наук державного управління на тему «Механізми реформування районного агропромислового комплексу в умовах перехідної економіки».

## Нагороди
- Почесна грамота Кабінету Міністрів України,
- Почесна грамота Центральної виборчої комісії